# Poecilafroneta caudata
Poecilafroneta caudata är en spindelart som beskrevs av A. David Blest 1979. Poecilafroneta caudata ingår i släktet Poecilafroneta och familjen täckvävarspindlar. Inga underarter finns listade i Catalogue of Life.